# Майсурський університет
Майсурський університет (англ. University of Mysore; каннада ಮೈಸೂರು ವಿಶ್ವವಿದ್ಯಾಲಯ) — державний університет у місті Майсуру, Індія.

## Опис
Засновником і першим ректором Університету був Крішна Раджа Вадіяр IV. Майсурський університет є шостим за датою заснування вишем в Індії та першим індійським вищим навчальним закладом, заснованим без участі британської колоніальної адміністрації.

## Відомі випускники
- Соманахаллі Маллая Крішна — індійський дипломат і політик, міністр закордонних справ країни у 2009—2012 роках
- Джаґґі Васудев — йог і містик
- Чінтамані Нагеса Рамачандра Рао — видатний хімік